# سازمان ملی تلسکوپ استرالیا
سازمان ملی تلسکوپ استرالیا (انگلیسی: Australia Telescope National Facility) یا (ATNF) مجموعهٔ رصدخانه‌های اخترشناسی رادیویی سازمان پژوهش‌های علمی و صنعتی همسود (CSIRO) است که این مرکز از تحقیقات استرالیا در اخترشناسی رادیویی پشتیبانی می‌کند. این بخشی از واحد بازرگانیی CSIRO است که به نام تجاری: «فضا و اخترشناسی سی‌اس‌آی‌آراُ (CSIRO Space and Astronomy)» شناخته می‌شود.
CSIRO در حال حاضر چهار رصدخانه را به عنوان بخشی از ATNF اداره می‌کند. سه تلسکوپ در نیو ساوت ولز در نزدیکی شهرهای پارکز، کونابارابران و نارابری قرار دارند. تلسکوپ چهارم، نسل بعدی رهیاب آرایه کیلومتر مربعی استرالیا (ASKAP) در رصدخانه رادیویی-نجوم مورچیسون در استرالیای غربی واقع شده‌است. این تلسکوپ‌ها را می‌توان با هم به عنوان یک آرایه پایه بلند برای استفاده در تداخل‌سنجی خط پایه بسیار طولانی استفاده کرد.
تلسکوپ‌های رادیویی موجود در ATNF:
آرایه فشرده تلسکوپ استرالیا

رصدخانه پارکز

رصدخانه موپرا

رهیاب آرایه کیلومتر مربعی استرالیا